# Campana de busseig

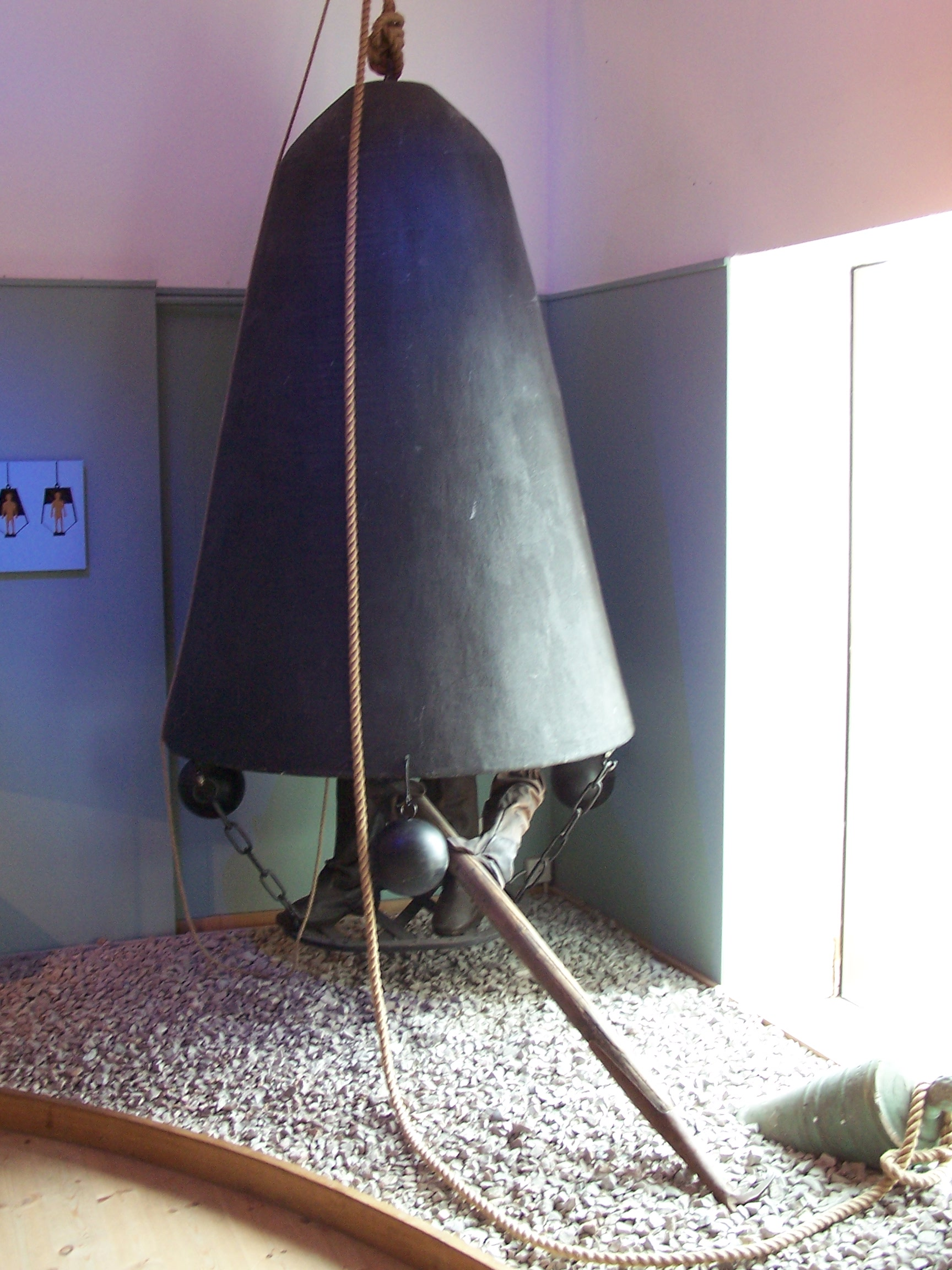
Campana de busseig primitiva

Una campana de busseig és una cambra rígida utilitzada per al transport dels bussejadors a una certa profunditat dins l'oceà. Els tipus més comuns són la campana humida i la campana tancada.
La campana humida és una cambra d'aire tipus campana, penjada d'un cable, oberta per la part inferior, que es baixa sota l'aigua per a operar com una base o un mitjà de transport per a un o dos bussos, de l'estil de l'emprada després del setge de Cadaqués l'any 1655 com ens relata el "Journal des Sçavants" de l'any 1678. La pressió de l'aigua manté l'aire atrapat a l'interior. Va ser el primer tipus de cambra de busseig. A diferència d'un submarí la campana de busseig no està dissenyada per moure's sota el control dels seus ocupants, ni per a operar independentment del seu lligam. El "modus operandi" dels bussos es semblant al que passa amb alguns dels tipus d'escotilla submergida.
La campana tancada és una cambra segellada, que pot ser utilitzada per al busseig de barreja de gasos i per busseig de saturació. Aquesta forma de campana es pot bloquejar i fora de la cambra en la qual viuen els bussos, a través d'una porta tancada al segellat dels bussejadors a la pressió. Un cop a la superfície, la campana està acoblat amb el sistema de cambra i l'espai que hi ha entremig és pressuritzat per permetre als bussos per fer un segell i transferir a través de la cambra que és a la mateixa pressió. En el busseig de saturació de la campana és més que anar i venir de la feina, i la cambra és l'habitatge. Si la immersió és relativament curta (immersió d'anar i tornar), la descompressió es pot fer a la campana exactament de la mateixa manera que es duria a terme a la cambra.

## Història

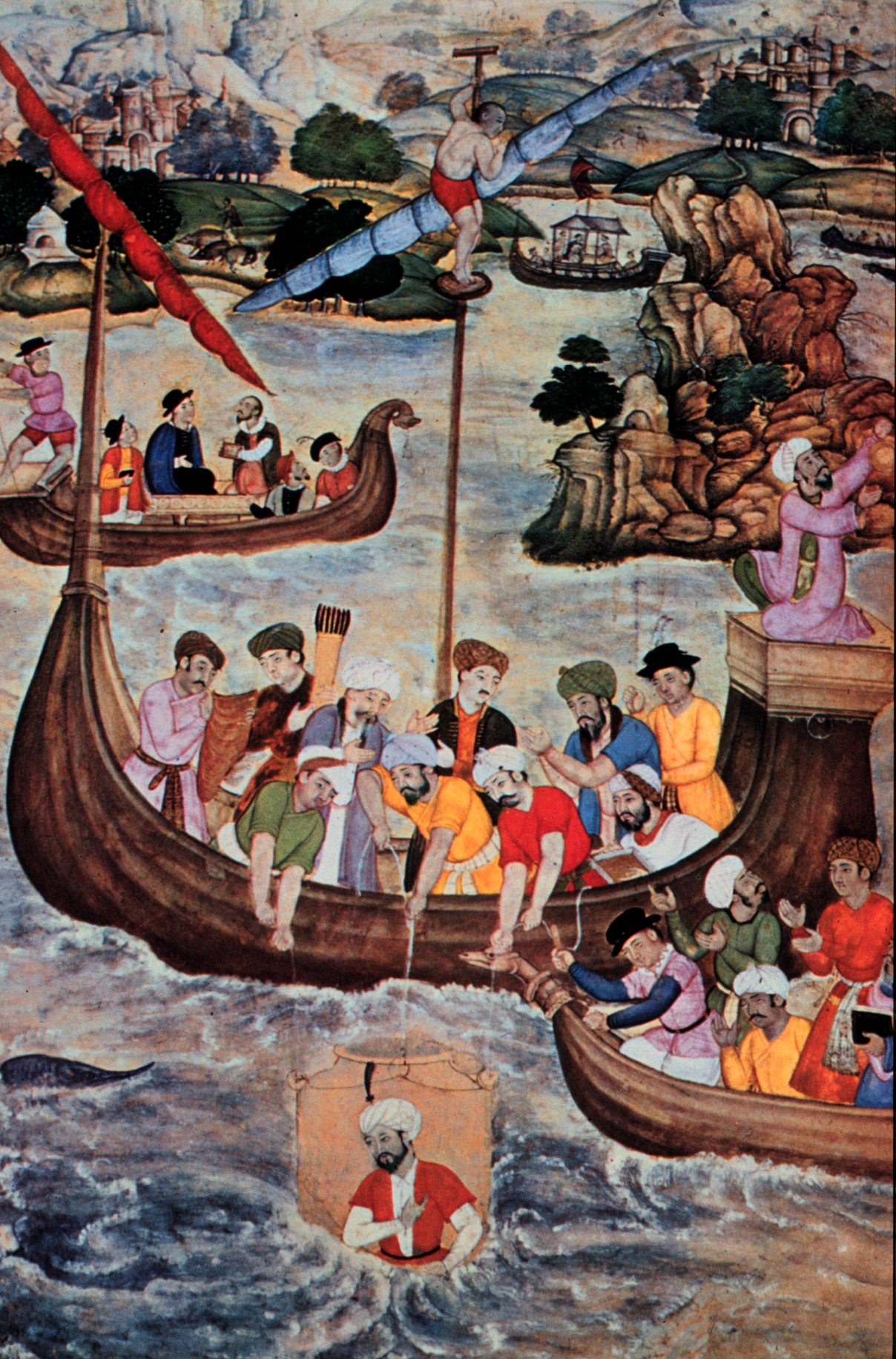
Pintura del s. XVI, amb Alexandre Magne que submergeix en una campana de vidre

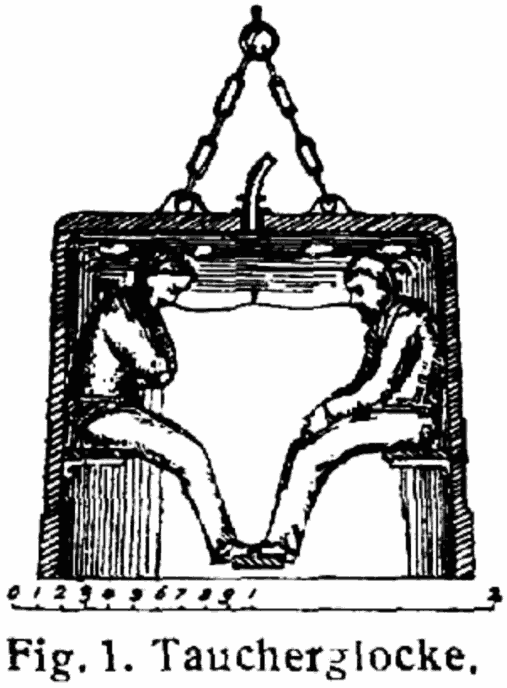
Il·lustració d'una campana de busseig

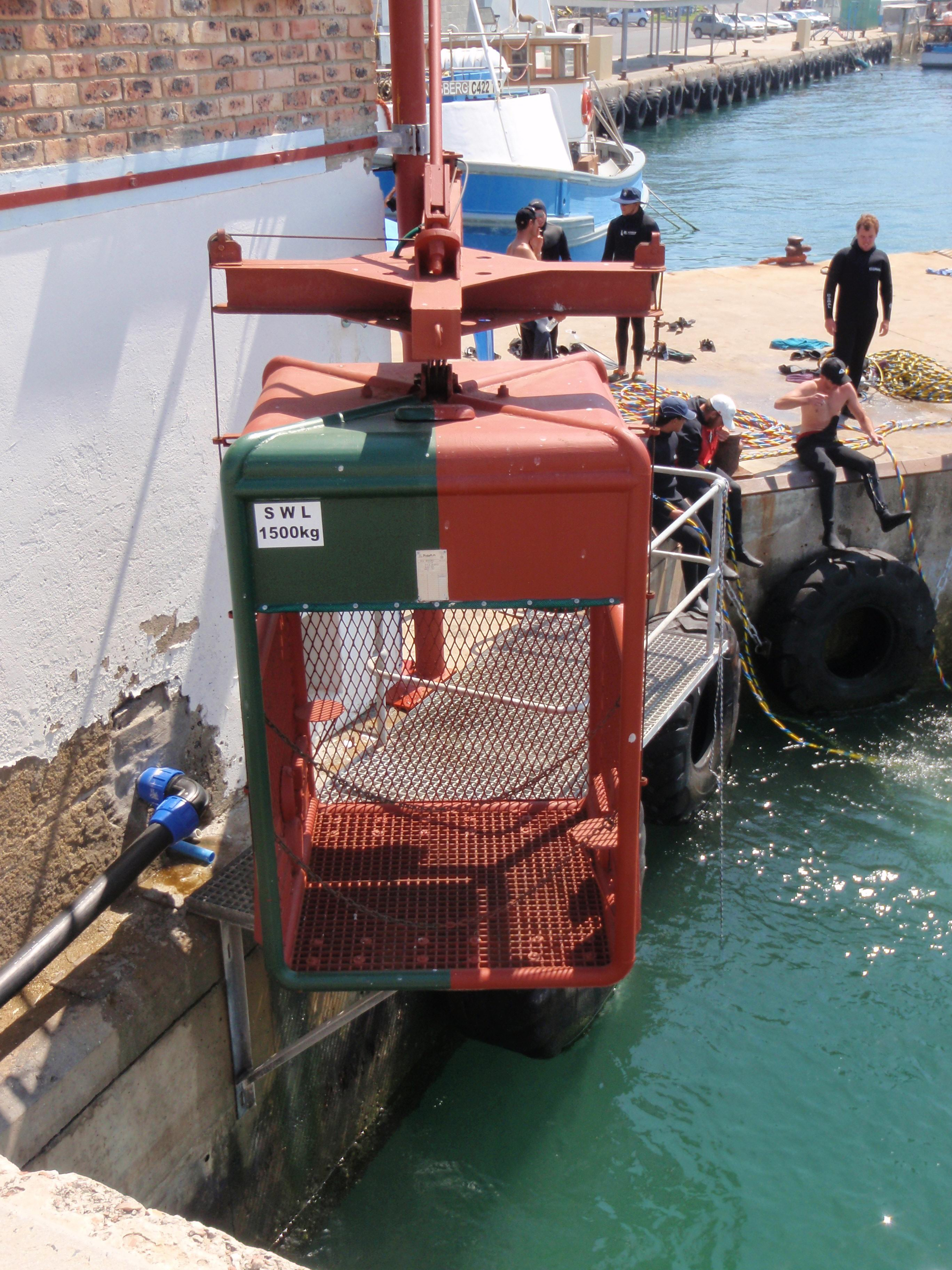
Campana de busseig a una escola d'immersió

La campana de busseig és una mostra de la constància humana per desenvolupar tot tipus d'artefactes per satisfer un dels més antics anhels de l'home: poder desplaçar-se pel fons de les aigües.
Motius:
- Econòmics: obtenció i aprofitament dels recursos que es desenvolupen al medi aquàtic per al consum propi o per la seva comercialització.
- Militars: mitjà de defensa o atac.
- Rescat: recuperació dels elements enfonsats amb valor comercial o arqueològic.

### Campana humida[3]
La campana humida constitueix un dels artefactes més eficaços que van ser emprats des de l'època antiga per a reconeixement del fons de mars i rius, i la recuperació dels objectes interessants que s'hi poguessin trobar.
Atès que el seu funcionament es basava en un principi elemental de la física (l'alçada de la columna d'aigua a l'interior de la campana serà proporcional a la pressió exercida per l'aire comprimit del seu interior), aquest enginy sostingut des d'una embarcació permetia l'observació directa del fons des d'una altura prudencial i la sortida dels bussejadors del seu interior pel temps que els permetés l'aire dels seus pulmons, per tornar novament a respirar a l'interior de la campana fins que aquest es viciés. En temps de Carles V es va fer servir una campana del tipus "campana humida".
Les campanes podien ser construïdes en fusta, en aquest cas requerien gran quantitat de llast perquè poguessin enfonsar, o metàl·liques, el que els permetia aconseguir fàcilment la profunditat desitjada. En el primer dels casos l'estructura podia estar recoberta de cuir per tal d'impermeabilitzar l'interior. En general eren transportades per una embarcació des de la qual arribaven o hissaven a través d'un conjunt d'aparells i politges, el que permetia posicionar-les en un punt determinat o efectuaven per arrossegament les inspeccions del llit, encara que alguns models van presentar enginys per resoldre el problema del desplaçament horitzontal sota l'aigua (per exemple la campana de Santander).
Lebeta grega. Les primeres referències a l'ús d'aquest enginy es remunten al segle IV aC quan el filòsof grec Aristòtil (284-322 aC) recull en la seva obra Problemata (360 aC) la gesta protagonitzada per Alexandre el Gran en submergir-se a la Mediterrània durant el setge de Tir (332 aC).
Campana de Guillem de Lorena (1531). Descrita a la Architectura milités de Francisco de Marchi, qui la va emprar per intentar rescatar els vaixells de l'emperador romà Calígula del llac Nemi.
Campana de José Bono (1582). Disseny de campana en bronze amb la qual el sicilià va obtenir el 1582 la llicència real del monarca espanyol Felip II per a bussejar les costes dels seus regnes (incloses les Índies), a canvi de la desena part de l'extret.
Campana de Buonaiuto Lorini (1597) de reduïdes dimensions amb forma rectangular i realitzada en fusta amb reforços metàl·lics que convenientment llastrada permetia al bus visualitzar el fons a través d'unes finestres rectangulars amb vidres reforçats.
Campana de Nicolás de Cardona (1610)
Campana de Francisco Núñez Melian (1626) campana de bronze fosa a l'Havana emprada el 1626 per a la recuperació dels tresors perduts amb l'enfonsament dels gal·lions Nuestra Señora de Atocha i Santa Margarita, ocorreguts a la península de la Florida el 1622. El seu disseny permetia que el rescatista fos assegut a l'interior mentre la campana era arrossegada des de la superfície per un vaixell de suport, de manera que el bus podia reconèixer el fons sense cap esforç.
Campana de Francisco Koslero (1644) estructura recoberta de pell de vaca impermeabilitzada.
Campana de Cadaquès (1655) campana de bronze emprada per a recuperar monedes a Cadaquès.
Campana d'Edmund Halley (1690). Campana de fusta folrada de plom convenientment distribuït per permetre el seu enfonsament i evitar possibles bolcaments durant la immersió. Amb forma troncocònica. A la part superior disposava d'un vidre per facilitar l'accés de llum a l'interior, mentre que a la part inferior una plataforma, separada un metre de l'accés a la campana, quedava suspesa de tres cordes amb un pes a cada extrem de cinquanta quilos per mantenir fixa en el fons o suspesa d'aquest. La seva innovació enfront d'anteriors campanes va estar a dotar d'un sistema rudimentari d'alimentació d'aire a l'interior d'aquesta.
Segle XVII
Amb posterioritat a Halley, les campanes emprades no van suposar més que una continuïtat en construcció.
Segle XIX
A partir de 1812 James Rennie, prenent com a base la campana de Smeaton, estén el concepte actual de campana de busseig per a treballs d'enginyeria. La seva campana de ferro fos i gran dimensió suspesa des d'una estructura metàl·lica mòbil estava connectada a través d'una mànega a una bomba de pressió que omplia l'estructura d'aire fins al punt en què els bussos en el seu interior treballava en sec. L'aire sobrant s'escapava per la faldilla de la campana i al seu interior sempre es comptava amb aire fresc. És el que s'ha mantingut vigent fins a l'actualitat.

### Implements complexos

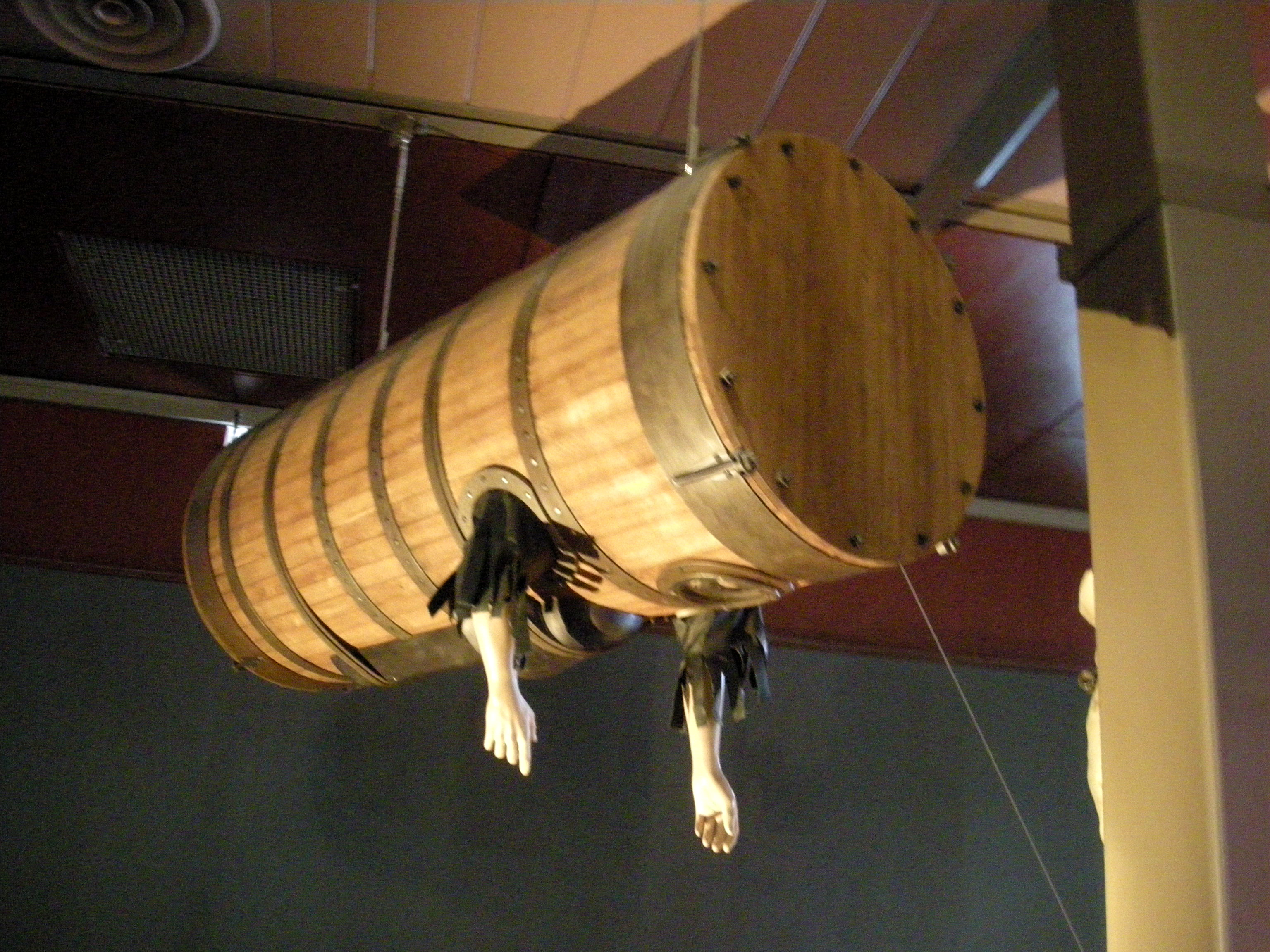
Rèplica de la màquina d'immersió Lethbridge a la Cité de la Mer, Cherbourg, França.

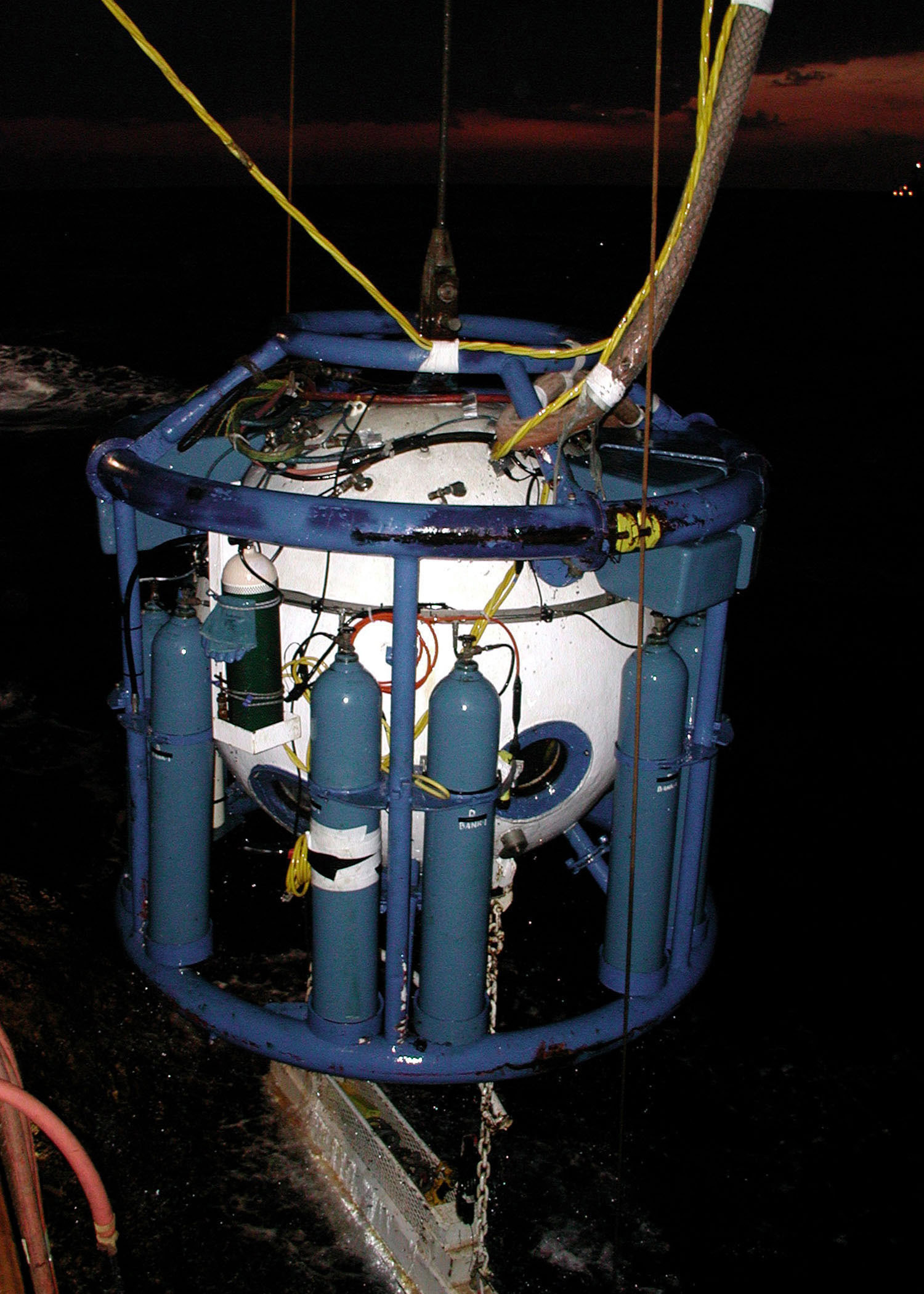
Càpsula de transferència de personal

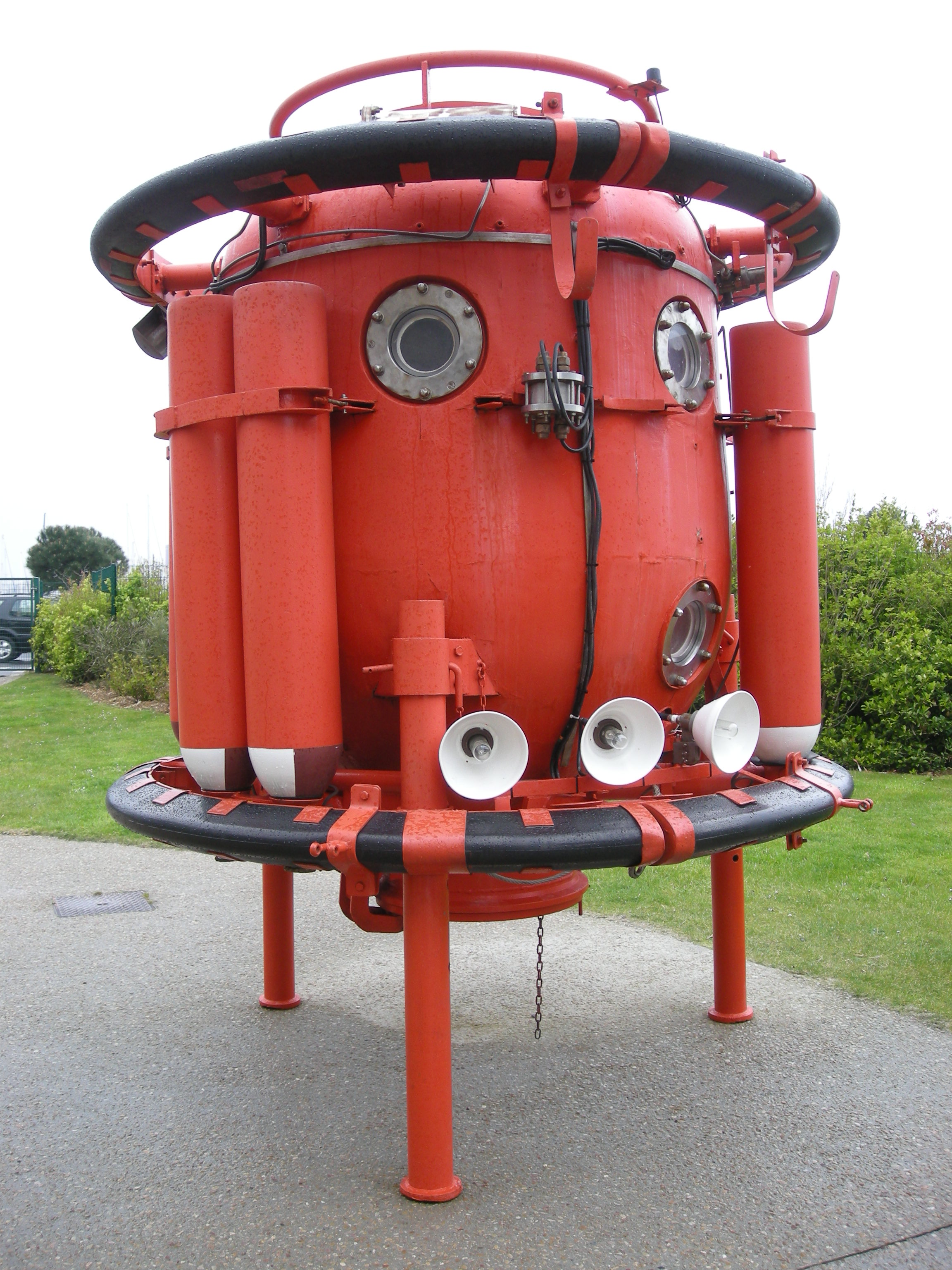
Campana de busseig moderna

Seguint la definició donada per Rodríguez-Ivars (1987) es poden considerar dins d'aquest ampli grup els equips no propulsats, estancs, capaços d'aconseguir certes profunditats sense veure afectats per la pressió exterior de l'aigua i mantenint la pressió atmosfèrica al seu interior.
Vestits articulats o rígids, equips capaços d'albergar a l'operador mantenint-lo en el seu interior a pressió atmosfèrica. Les seves característiques estructurals dotessin de cert dinamisme a l'ocupant, de manera que aquest pugui manipular objectes sota l'aigua. El desenvolupament i la implementació tecnològica a l'interior, permetés amb el temps major eficàcia en les seves funcions i comoditat de l'operador.
Equip de Lethbridge (1715), constitueix la primera referència a aquest tipus d'implements aquàtics. Es tracta d'un enginyós sistema dissenyat per aquest fuster britànic, conformat per un contenidor de fusta d'1,80 m de longitud jo, 0,75 m de diàmetre a la part superior i la meitat a la part inferior, el que conferia un aspecte troncocònic a l'equip. Dos orificis permetien la sortida dels braços per tal que aquests poguessin operar sota l'aigua.
L'equip s'operava des d'una embarcació en superfície penjant d'un cap o cadena que ancorat en aquella, i el seu inventor afirma haver aconseguit amb dificultat els 22 m de profunditat emprant l'equip per rescatar naufragis en Plymouth, illes fustes, les índies i al cap de bona esperança. La seva limitant era la renovació de l'aire respirable, a qui obligava a realitzar ascensions obligades cada mitja hora.
Equip de Rowe (1727), de característica molt semblants al de Lethbridge, ja que es tracta d'un contenidor troncocònic de fusta amb orificis per a cames i braços, i un espiell de vidre per observar sota l'aigua, constitueix juntament amb aquell els dos exemples més importants del segle xviii. Igual que l'original, no disposava de cap sistema que permetés la renovació d'aire. No va haver de ser molt eficaç contra la pressió.
Equip de Jules li Batteaux (1853), senzill prototip d'una bóta de fusta amb orificis perforats per a les extremitats superiors que es cobrien amb maniguets de cuir, o lluernes que feien possible la visibilitat sota l'aigua. Igual que als casos anteriors, s'operava suspenent des d'una embarcació en superfície mitjançant cordes o cadenes.
Equip de Philips (1856), equip articulat d'origen americà que suposa un avenç pel que fa als models predecessors: si bé encara conserva una línia estructural cilíndrica, per primera vegada s'incorporen característiques per adaptar-se a la configuració del cos.
Disposa d'un sistema independent d'ajust o control de la flotabilitat mitjançant un globus. Incorpora una doble mànega per proveir d'aire a pressió atmosfèrica a l'ocupant. Opera suspès des d'una embarcació en superfície mitjançant una cadena.
Equip de Lafayette (1875), model metàl·lic d'origen americà que pren com a referència l'equip de busseig de Siebe Gorman. Igual que el del seu compatriota precursor Philips, disposa d'un sistema per a renovació d'aire (dues canonades rígides que permeten l'entrada i sortida del mateix), el que permetia major temps de permanència. No obstant això, la seva estructura rígida, que aguantava bé la pressió de l'aigua a més profunditat que els anteriors dissenys, no articulada li restava eficàcia al sistema que finalment quedava relegat a una simple càmera d'observació.
Equip dels germans Carmagnole (1882), la proposta d'aquests germans marsellesos constitueix un dels primers equips atmosfèrics d'operació submarina. El seu disseny incloïa un sistema d'articulació basat en el principi de les juntes d'amortiment per aire. L'únic prototip fabricat, conservat al museu de la Marina a París, no va superar les proves d'impermeabilitat, l'aigua va entrar a l'interior i el projecte va ser abandonat.
Equip d'Alexander Gordon (1896), l'equip d'aquest inventor australià, patentat a Espanya, va prendre com a referència l'escafandre de busseig. Estava compost d'una part rígida, el tronc, i la mobilitat era possible gràcies al fet que les extremitats eren flexibles. Portava comunicació amb la superfície.
Equip de J.S. Peress (1924), el model ideat per aquest enginyer anglès s'erigeix en el precursor dels sistemes actuals d'equips cuirassats de busseig atmosfèric. Va ser creat després de la Primera Guerra Mundial utilitzant el sistema de juntes a base de boles i caixera per als apèndixs. Amb posterioritat, aquest disseny va ser millorat en una segona versió creada el 1930 a petició d'unes empreses de salvament marítim i el seu funcionament va ser tan bo que pas a conèixer-se com JIM. Amb ell es va realitzar el reconeixement i la identificació del vaixell Lusitania en 1935, enfonsat a Irlanda, arribant fins als 150 metres de profunditat. Després de la Segona Guerra Mundial es va recuperar per a ser usat en plataformes petrolieres.
Cambres d'observació submarina, equip d'immersió que, igual que l'anterior, manté a l'operador a la mateixa pressió atmosfèrica independent de la profunditat a què es trobi.
Cambra de Davis (1912), sobre la base dels dissenys rudimentaris de Lethbridge i Le Batteaux, Hr. Davis va crear la primera de les càmeres d'observació: consistent en un receptacle cilíndric d'acer, en l'interior l'ocupant pot romandre dret o assegut respirant aire alimentat des de la superfície mitjançant mangueres o per un sistema tancat d'aire.
Batisferes i bentoscopios, equip submergible en forma d'esfera, fabricada en acer, dotada d'un espiell de vidre reforçat que una vegada tancada queda segellada perfectament i permet aconseguir grans profunditats. Igual que la càmera o torres d'observació, només pot emprar per al reconeixement del fons.
Batisfera de William Beebe i Otis Barton (1912), equip submergible en forma d'esfera, fabricada en acer d'1,44 m de diàmetre i parets de 38 mm. de gruix, dotada d'un espiell.
Cambres de rescat per a dotacions de submarins enfonsats, creades únicament amb fins de rescat de tripulacions de submarins enfonsats. El precedent es troba en el prototip d'Allen McCan (armada nord-americana)